# LOVE PUNCH
『LOVE PUNCH』（ラヴ・ポンチ）は、大塚愛の1枚目のオリジナル・アルバム。2004年3月31日、avex traxよりリリースされた。DVD付も同時発売。CDのみの初回盤には本人描き下ろしによる絵本付。

## 解説
オリコン初登場3位を獲得。オリコンアルバムチャートに100回以上ランクインし、ロングヒットアルバムとなった。“PUNCH”の語源はフルーツポンチである。

## 収録曲
| 全作詞・作曲: 愛、全編曲: 愛×Ikoman。 |                        |       |            |      |
| #                                     | タイトル               | 作詞  | 作曲・編曲 | 時間 |
| 1.                                    | 「pretty voice」       | 愛    | 愛         | 3:33 |
| 2.                                    | 「桃ノ花ビラ」         | 愛    | 愛         | 4:55 |
| 3.                                    | 「さくらんぼ」         | 愛    | 愛         | 3:56 |
| 4.                                    | 「GIRLY」              | 愛    | 愛         | 4:02 |
| 5.                                    | 「雨の中のメロディー」 | 愛    | 愛         | 5:08 |
| 6.                                    | 「しゃぼん玉」         | 愛    | 愛         | 4:30 |
| 7.                                    | 「石川大阪友好条約-」  | 愛    | 愛         | 3:55 |
| 8.                                    | 「片想いダイヤル」     | 愛    | 愛         | 4:22 |
| 9.                                    | 「ハニー♧」            | 愛    | 愛         | 2:18 |
| 10.                                   | 「甘えんぼ」           | 愛    | 愛         | 4:14 |
| 11.                                   | 「Always Together」    | 愛    | 愛         | 5:03 |
| 合計時間:                             | 合計時間:              | 45:56 |            |      |

## 曲解説
1. pretty voice
フジテレビ『ゲツブカ ディビジョン1 [勝負下着♥]』主題歌
2. 桃ノ花ビラ
1st Single
3. さくらんぼ
2nd Single
4. GIRLY
北海道文化放送「早おき!てれび めざまし北海道」テーマソング
5. 雨の中のメロディー
6. しゃぼん玉
7. 石川大阪友好条約
8. 片想いダイヤル
9. ハニー♧
正式表記はハニーの文字の後に手書きのクローバーマークがある
10. 甘えんぼ
3rd Single
11. Always Together

### DVD
1. しゃぼん玉（撮り下ろしPV）
2. スペシャルトーク"洋介・大塚 愛の「愛××LOVE×PUNCH」"
  - ナレーター：大塚愛
3. 片想いダイヤル（エンディングエディション）
オリジナルキャラクターの「LOVE」が、相手の所に“愛”が伝わるかどうかを確かめるために、電話回線を伝ってゆくというストーリーに仕上がっている。

## 演奏
全曲（特記以外）
- 大塚愛：Vocals, Piano（#5,6,9,10,11）, Organ（#1）, Voice（#1）, ビードロ（#6）

Pretty Voice
- Ikoman：Guitars, Programming
- 川渕文雄：Bass Guitar
- Yeah Kataoka：Low Voice
- 大塚愛とゆかいな仲間たち：Yeah!

桃ノ花ビラ
- Ikoman：Programming
- 伊丹雅博：蛇皮線

さくらんぼ
- Ikoman：Guitars, Programming
- 小豆沢 "Azzey" 達郎：Bass
- YOKAN：Trumpet, Brass Arrangement
- 井上昇：Trombone
- 竹上良成：Saxophone

GIRLY
- Ikoman：Programming, Guitar
- 林部直樹：Guitars
- 川渕文雄：Bass
- 松田幸一:Harmonica

雨の中のメロディー
- Ikoman:Programming, Guitars

しゃぼん玉
- Ikoman：Programming
- 小豆沢 "Azzey" 達郎：Bass

石川大阪友好条約
- Ikoman:Programming
- 愛ちん、原ディー、あっきぃ、ゆきちゃん、はなこ、しょうご、あや：合コンメンバー
- おかん：おかん
- 徳ちゃん：号令

片想いダイヤル
- Ikoman:Guitars, Programming
- Yu-pan：Manipulate

ハニー♧
- Ikoman:Programming, Guitars, Bass, Ukulele
- Ko-Chang:Whistle

甘えんぼ
- Ikoman:Guitars, Programming
- 小豆沢 "Azzey" 達郎：Bass
- 上杉洋史：Hammond B-3
- 庄司さとし：Oboe, Cor Anglais

Always Together
- Ikoman：Programming, Acoustic Guitar, Bass
- 高尾直樹、佐々木久美：Chorus